# Christa Häussler
Christa Häussler (* 20. Jahrhundert), auch Christa Häußler und Christa Häusler, ist eine deutsche Hörspiel- und Synchronsprecherin.

## Karriere
Als eine der frühesten Sprechrollen der in München arbeitenden Christa Häussler gilt die der Stina, gespielt von Kristina Jämtmark, in der schwedischen Kinderserie Ferien auf der Kräheninsel.
Später sprach sie unter anderem die Darstellerin der Laura Ingalls Wilder, Melissa Gilbert, in Unsere kleine Farm.
Bekannt ist sie zudem als Mitglied des Sprecherteams um Eberhard Storeck. Unter seiner Synchronregie sprach sie beispielsweise in den Anime-Fernsehserien Wickie und die starken Männer die Maria, in Pinocchio die Ente Gina sowie die kleine Ameise Anton und verschiedene weitere Figuren in Die Biene Maja. Bei den letztgenannten Zeichentrickserien war sie auch in den daraus produzierten Hörspielen, die im Karussell-Verlag erschienen, zu hören und war insbesondere Ende der 1970er Jahre in vielen Hörspielproduktionen vertreten. Außerdem sprach sie die Titelrolle in Otfried Preußlers Das kleine Gespenst.
Ähnlich wie Helga Anders synchronisierte Häussler auch noch im Erwachsenenalter Kinder oder kindliche Zeichentrickrollen.

## Sprechrollen
- 1964: Stina (Darstellerin: Kristina Jämtmark) in Ferien auf der Kräheninsel
- 1964–1972: Skrollan (Darstellerin: Kajsa Dandanell) in Ferien auf Saltkrokan
- 1970: Isamu in Guten Morgen (Japan, 1959)
- 1972: Eskimokind Nunu in Robbi, Tobbi und das Fliewatüüt
- 1974: Maria in Wickie und die starken Männer
- 1974–1983: Laura Ingalls Wilder (Darstellerin: Melissa Gilbert) in Unsere kleine Farm
- 1975/1976: Kleine Ameise Anton in Biene Maja
- 1976: Ente Gina in Pinocchio
- 1980: Mathilde (Darstellerin: Corinna Drews) in Zärtlich, aber frech wie Oskar
- 1982: Abenteuer eines kleinen Prinzen (The Adventures of the Little Prince)
- 1983–1987: Red Fraggle in Die Fraggles
- 1984–1991: Baby Scooter in Muppet Babies
- 1984–1985: Eichhörnchen Puru in Tao Tao – Tiergeschichten aus aller Welt

## Hörspiele
- Die Biene Maja: Wie die Grille befreit wurde, 1977
- Die Biene Maja: Max wird operiert, 1977
- Die Biene Maja: Maja und die kleine Raupe, 1977
- Die Biene Maja: Die Fahrt in der Limonadenflasche, 1977
- Tüftelzapf: Folge 1 – 1:0 für Tüftelzapf, Fontana, Phonogram, 1977
- Enid Blyton: Die Stadtparkkinder, Maritim, Gruner und Jahr o. J.
- Die kleine Hexe: Teil 3, Philips (Sonic Series), Phonogram, 1977
- Muppet Babies: Krach macht Spaß, 1987
- Muppet Babies: Zahn um Zahn, 1987
- Pinocchio: Wie Pinocchio auf die Welt kommt, Gina
- Pinocchio: Das Riesenei ist eine Ente, Gina
- Pinocchio: Tanz Püppchen, tanz, Gina
- Pinocchio: Wo ist Gepetto?, Gina
- Das kleine Gespenst, Universal Music GmbH, 1998, ISBN 3897650290[4]